# 湯姆·克魯斯
湯瑪斯·克魯斯·馬波瑟四世（英語：Thomas Cruise Mapother IV，1962年7月3日—），美國男演員及電影製片人，也是世界上收入最多的演員之一，他獲得多項榮譽，包含三次金球獎和榮譽金棕榈奖，以及三次奥斯卡金像奖和英国电影学院奖提名，奥斯卡终身成就奖。他的電影在北美擁有超過45億票房，在全球擁有超過120億美元票房，使他成為有史以來個人票房最高的巨星。而他主演的電影共有20次位列全球年度票房前十，為歷史第一。
克魯斯於1980年代開始他的演藝生涯，並在喜劇片《保送入學》（1983）和動作片《壮志凌云》（1986）中取得突破。他因在《金錢本色》（1986）、《雨人》（1988）和《生于七月四日》（1989）的演出而備受好評。他在《生於七月四日》對羅恩·科維奇的刻畫，使他獲得第一個金球獎和奧斯卡最佳男主角提名。作為1990年代好萊塢的領軍人物，他出演了多部票房大賣的電影，包括劇情片《軍官與魔鬼》（1992）、驚悚片《黑色豪門企業》（1993）、恐怖片《夜访吸血鬼》（1994）和愛情片《征服情海》（1996）。出於他在《征服情海》的演出，他再次獲得金球獎最佳男主角和奧斯卡獎提名。
克魯斯因其在劇情片《木兰花》（1999）中飾演一名演說家的演出，第三次獲得金球獎和奥斯卡最佳男配角奖提名。從那時開始，他主要在科幻或動作電影中演出，他在不可能的任務系列電影中八次飾演伊森·韓特。他在該類型的著名演出包含《香草天空》（2001）、《少数派报告》（2002）、《最後武士》（2003）、《落日殺神》（2004）、《世界大战》（2005）、《騎士出任務》（2010）、《侠探杰克》（2012）、《遺落戰境》（2013）、《明日边缘》（2014）和《捍衛戰士：獨行俠》（2022）。
克魯斯曾經與咪咪·羅傑斯、妮可·基嫚和姬蒂·荷姆絲結婚。他有三名子女，其中兩名為收養，一名為與荷姆絲所生。

## 早期生活和教育
湯姆·克魯斯於1962年7月3日出生在美國紐約州的雪城。他的父親湯瑪斯·克魯斯·馬波瑟三世（1934－1984）是一名電子工程師，而母親瑪麗·李（1936－2017）是一名特殊教育教師。他的父母都來自於肯塔基州的路易維爾，有英格蘭、德國和愛爾蘭血統。克魯斯有三個姐妹，分別為李·安妮、瑪莉安和卡絲。他的堂弟威廉·麥鮑瑟也是一名演員，曾經五次在克魯斯的電影中出演。他在貧困的生活中長大，並接受了天主教教育。他在成年後描述他的父親是一位「混亂的商人」、惡霸和一位會毆打小孩的「懦夫」。他詳細解釋道：「我的父親是那種當事情出錯時，就會踹你的人。這是我人生中重要的一課；他會如何哄你入睡，讓你感到安全。然後，砰！對我來說那就像，『這人不對勁。不要相信他，當在他身旁時要非常小心。』」
克魯斯在14年中轉過15所學校，他的部分童年在加拿大渡過，在他父親擔任加拿大陸軍的防禦顧問後，他的家庭於1971年下半年搬至渥太華的燈塔山。他在羅伯特·霍普金斯公立學校接受四年級和五年級的教育。他第一次接觸表演是在四年級的戲劇課上，他與其他六名男孩一同在卡爾頓小學戲劇節中表演一齣名為《IT》的音樂劇。戲劇的組織者瓦爾·懷特說到：「動作和即興創作都非常出色......一齣典型的和奏曲。」六年級時，克魯斯轉學到渥太華的亨利·門羅中學。同年，他母親離開他父親，帶著克魯斯和他的姐妹活到美國。1978年，她嫁給傑克·搜斯（Jack South）。克魯斯的生父因癌症病死於1984年。克魯斯短暫的獲得了天主教會的獎學金，並加入了位於辛辛那提的聖方濟各神學院。他立志成為一名方济各会神父，直到他因喝酒和熱衷於表演而被學院開除。:24–26 在他高中最後一年，他在美式足球校隊中擔任一名線衛，但因在比賽前喝啤酒而被開除。:47 他轉而在學校的戲劇《男孩與玩伴》中演出。1980年，他畢業於新泽西州的格倫里奇高中。

## 演藝事業

### 早期事業
克魯斯18歲時在母親和繼父的期望下，搬到纽约開始了演藝生涯。在紐約當過服務生後，他搬到洛杉矶嘗試在電視劇中演出。他隨後與CAA經紀公司簽約並開始參演電影。他第一次演出是在《無盡的愛》飾演一名小角色，隨後在同年的《熄燈號》飾演一名瘋狂的軍校學生。1983年，克魯斯參演了《小教父》。同年他在《步步登天》和《保送入學》擔任主角，其中《保送入學》票房大賣，為全球年度票房第十的電影。這兩部片被認為是X世代的經典之作和湯姆·克魯斯輝煌生涯的起點。1985年，他在知名大導雷利·史考特的電影《黑魔王》擔任主角。此時他已經成為全美青少年的偶像。

### 1986年至2006年

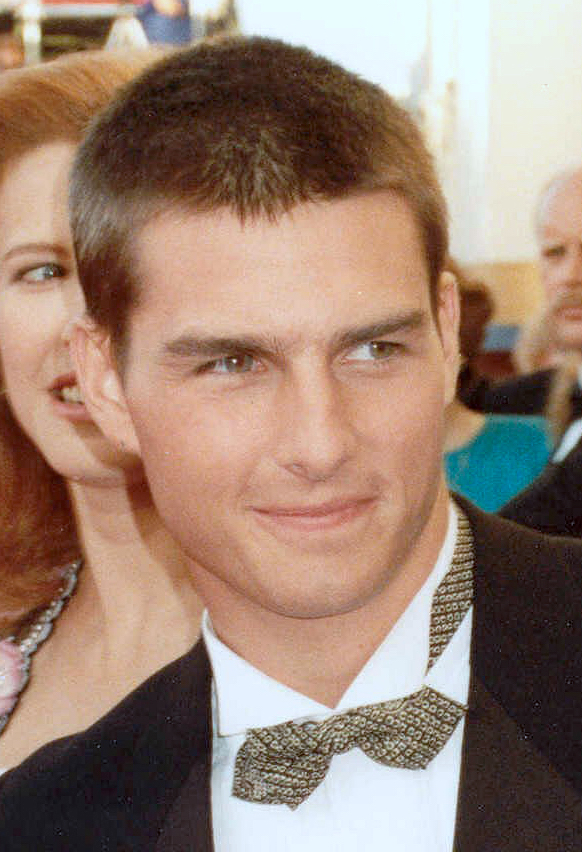
在第六十一届奥斯卡颁奖典礼的湯姆·克魯斯。攝於1989年

1986年，克魯斯主演由托尼·斯科特導演的動作片《捍衛戰士》，他在影片中飾演年輕氣盛的飛行員彼得·米契爾上尉。此片在商業上獲得了大成功，以1,500萬美元的成本獲得了3.57億美元的票房，高居全球年度票房第一。同時掀起了如雷朋太陽眼鏡和參軍等熱潮，湯姆·克魯斯正式奠定了超級巨星的地位。
克魯斯接著出演马丁·斯科塞斯執導的《金錢本色》，並在劇中與保羅·紐曼對戲。他們之間的化學反應深得影評人的讚譽，《华盛顿邮报》寫到：「克魯斯和紐曼達到的其中一個成就之一，就是讓你覺得他們都是頂級撞球玩家」。1988年，克魯斯主演浪漫喜劇電影《雞尾酒》，這部電影在票房上大獲成功，以2,000萬美元的成本得到1.72億美元的票房，為該年全球年度票房第八。但卻飽受影評人抨擊，認為低劣的劇情浪費了克魯斯的才華。該年晚些時候，他與達斯汀·霍夫曼共同出演巴瑞·李文森執導的電影《雨人》，此片在商業和評論界獲得了雙成功，以2,500萬美元的成本獲得3.55億美元的票房，為全球年度票房第一。此片被評為奥斯卡最佳影片，而克魯斯被堪薩斯城影評人協會選為最佳演員。1988年的兩部電影，使克魯斯成為有史以來第一位在同年出演奧斯卡最佳影片和金酸莓獎最差電影的演員。
1989年，克魯斯在奧利華·史東越戰三部曲中的《生于七月四日》擔任主角，飾演在現實中癱瘓的越战老兵羅恩·科維奇。《芝加哥太陽報》的影評人罗杰·埃伯特寫道：「克魯斯過去的表演，沒有任何可以讓你準備他在《生于七月四日》的演出，他的演出是如此出色讓電影透過他活起來。史東得以讓他想表達的事物透過克魯斯的臉和聲音表現出來，而不需將其放入對話之中。」他在片中的出色演出使他獲得了金球奖剧情类电影最佳男主角、芝加哥影评人协会奖最佳男主角、人民选择奖，以及英國電影學院獎最佳男主角與奧斯卡最佳男主角提名。這部電影也因他出色的號召力，得到了該年全球年度第十的票房。
克魯斯接下來在《霹靂男兒》（1990）和《大地雄心》（1992）中擔任主演，他當時的妻子妮可·基嫚飾演他片中的愛人。1992年，他在律政片《軍官與魔鬼》中擔任主角，此片在影評界和商業上都獲得了成功，其中在影院评分中得到了最高分的A+。該片成本為約3,300萬美元，獲得了2.43億美元的票房成績，為該年全球年度票房第七。1993年，他主演法律驚悚片《黑色豪門企業》，該片改編自約翰·葛里遜的小說《黑色豪門企業》。此片在影評界和票房上獲得了成功，格里遜稱贊了湯姆·克魯斯在片中的演出，該片位列全球年度票房第五。1994年，克魯斯主演尼爾·喬丹執導的電影《夜访吸血鬼》，改編自安妮·莱斯的哥德式小說《夜访吸血鬼》。原著作者原先相當討厭克魯斯在片中的角色，因為她的首選為朱利安·山德斯。然而在看過電影後，萊斯花了7,740美元在《綜藝雜誌》投放兩頁的廣告以稱讚他的演出，並為先前她對克魯斯的懷疑致歉。這部電影票房為該年全球年度第九位。
1996年，克魯斯在他製片的《不可能的任務》中飾演超級間諜伊森·韓特。此片在商業上取得了成功，為該年全球年度票房第三高的電影。但因製片方將吉姆·菲利普（Jim Phelps）作為反派而收穫一些批評，該角色在原版電視劇中為主角。《纽约时报》的影評人斯蒂芬·霍頓（Stephen Holden）讚揚克魯斯的演出，「湯姆·克魯斯找到完美的超級英雄角色，可以嫁接他熱情的銀幕性格。」同年，他在卡梅伦·克罗導演的運動片《征服情海》中飾演一名嘗試東山再起並尋找愛情的體育經紀人。他在劇中與芮妮·齊薇格和小库珀·古丁共同演出。這部電影在商業與影評上皆取得了巨大的成功，以5,000萬美元的成本收穫了2.74億美元的票房，是該年全球年度票房第九高的電影。克魯斯也獲得了金球獎最佳音樂及喜劇類電影男主角和他的第二個奧斯卡最佳男主角提名。
1997年至1999年，克魯斯花了三年準備和拍攝著名大導斯坦利·库布里克的情色性心理電影《大開眼戒》。《衛報》的影評人彼得·布萊德肖（Peter Bradshaw）讚揚了克魯斯和基嫚的演出，「克魯斯特別地敞開心胸，將所有他能作為演員的表現出來」。同年，他在保羅·湯瑪斯·安德森的電影《木兰花》中擔任他極罕見擔任的配角。《滾石雜誌》的影評人彼得·崔維斯高度讚揚克魯斯的演出，「克魯斯是個啟示，完全值得一連串的獎項向他襲來......克魯斯充滿了受傷動物的混亂能量 — 他是毀滅性的。」因他精彩的演出，他得到了第三座金球獎和奥斯卡金像奖提名。
2000年，克魯斯再度在《不可能的任務2》中飾演伊森·韓特。該片由香港導演吴宇森執導，有濃厚的槍械形風格。此片取得了重大的商業成功，收穫了5.47億美元的票房，為當年全球票房冠軍，但在影評界獲得了褒貶不一的評價。克魯斯因此片榮獲了MTV影視大獎最佳男主角獎。

《首映雜誌》於2005年4月將克魯斯評為歷史第三偉大的演員

他接下來的五部電影在評論界和商業上皆取得了成功。2001年，克魯斯與佩内洛普·克鲁兹和卡麥蓉·狄亞茲出演浪漫電影《香草天空》。2002年，他主演斯蒂芬·斯皮尔伯格執導的反乌托邦電影《少数派报告》，改編自著名科幻小說家菲利普·狄克的小說。此片獲得了普遍好評，為該年全球年度票房第十高的電影。影評人罗杰·埃伯特將其列為2002年最出色的電影。
2003年，克魯斯在愛德華·茲維克執導的古代動作片《最後武士》中主演，這部電影叫好又叫座，高居年度全球票房第六位，克魯斯還因此得到了金球獎最佳男主角的提名。2004年，他出演著名大導麥可·曼恩的黑色驚悚片《落日殺神》，他在劇中的演出頗受好評。影評共識指出「在導演麥克·曼恩標誌性的視覺效果，和湯姆克魯斯精幹、邪惡的演出下，落日殺神是個時尚且引人入勝的黑色驚悚片。」他飾演的「文森特」，被認為是電影史上最可怕的反派之一。
2005年，克魯斯在《世界大戰》中再次與斯蒂芬·斯皮尔伯格合作，該片改編自H·G·威尔斯的同名小說，該片獲得了5.91億美元的票房，是當年全球年度票房第四的電影，克魯斯也獲得了超過一億美元的片酬。同年，他被提名為人民選擇獎最喜愛的男明星，和獲得了MTV世代獎。2002年至2009年，克魯斯被提名七次土星獎，並獲獎一次。2000年代這十年，他主演的十部電影有九部票房超過一億美元。
2006年，他在《不可能的任務3》中第三次扮演伊森·韓特。這部電影相比於前作，收穫了優秀的評價，但在票房表現上不如預期，僅位列該年全球年度票房第八。
1986年至2006年，湯姆·克魯斯主演20部電影，其中共有14部電影位列該年度全球票房前十，19部電影位列該年度全球票房前二十，經通貨膨脹調整後，20部電影北美票房全部高於一億美元。著名電影雜誌《首映雜誌》於2005年將克魯斯評為歷史第三偉大的電影演員。

### 2007年至2010年

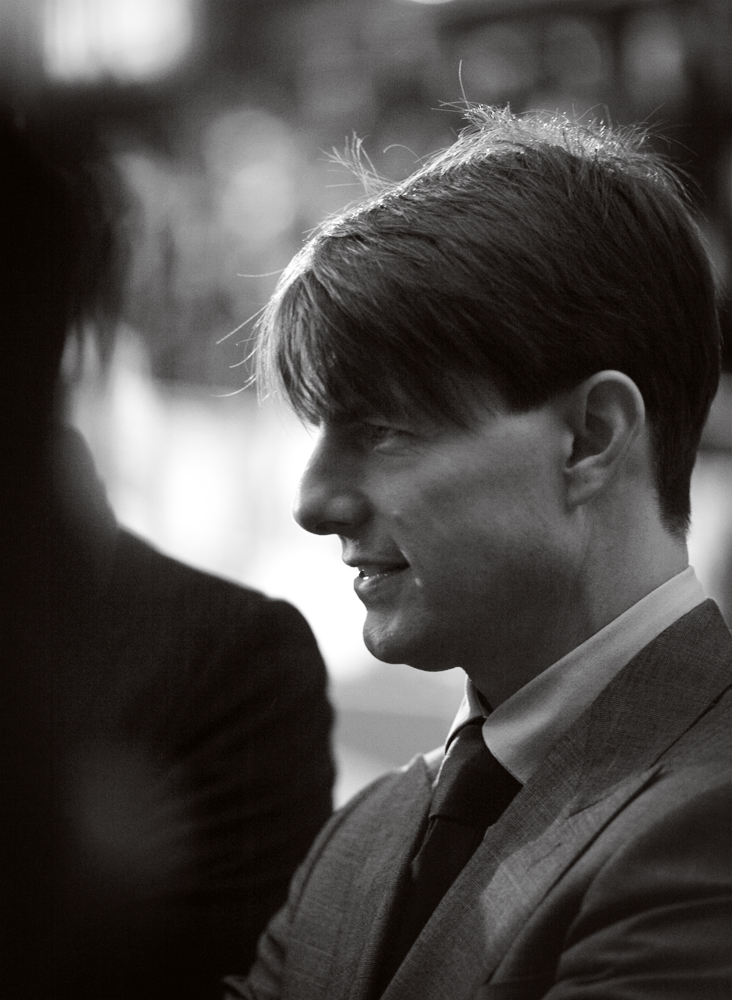
克魯斯在倫敦影展，當時為《權力風暴》的首映禮

克魯斯在經過好萊塢史上單一演員最輝煌的20年後，因2005年的公關危機和八卦雜誌的詆毀，導致其在公眾的形象和號召力大幅下滑，後更因票房分成和製作理念不同，與派拉蒙影業決裂。
2007年，克魯斯在《權力風暴》中第二次擔任他極為罕見的配角，此片在商業上表現差勁。下一年，他在《開麥拉驚魂》與班·史提勒、傑克·布萊克和小勞勃·道尼共同演出。他對劇中人物萊斯·格羅斯曼的扮演，使他獲提金球獎。2008年12月25日，克魯斯在他製片的電影《行動代號：華爾奇麗雅》中擔任主角，此片取得了商業成功。
2010年，他在《騎士出任務》再次與卡麥蓉·狄亞茲共同演出，此片在商業和評論上皆以普通作收。

### 2011年至2017年
2010年2月9日，克魯斯確認他將在《不可能的任務：鬼影行動》中擔任主演，該片為《不可能的任務系列》第四集。此片於2011年12月上映，在影評界和商業上皆取得了大成功，以1.45億美元的成本，收穫了將近7億美元的票房，位列全球年度票房第五。克魯斯也在這部片上映後，一甩過去幾年的低迷。

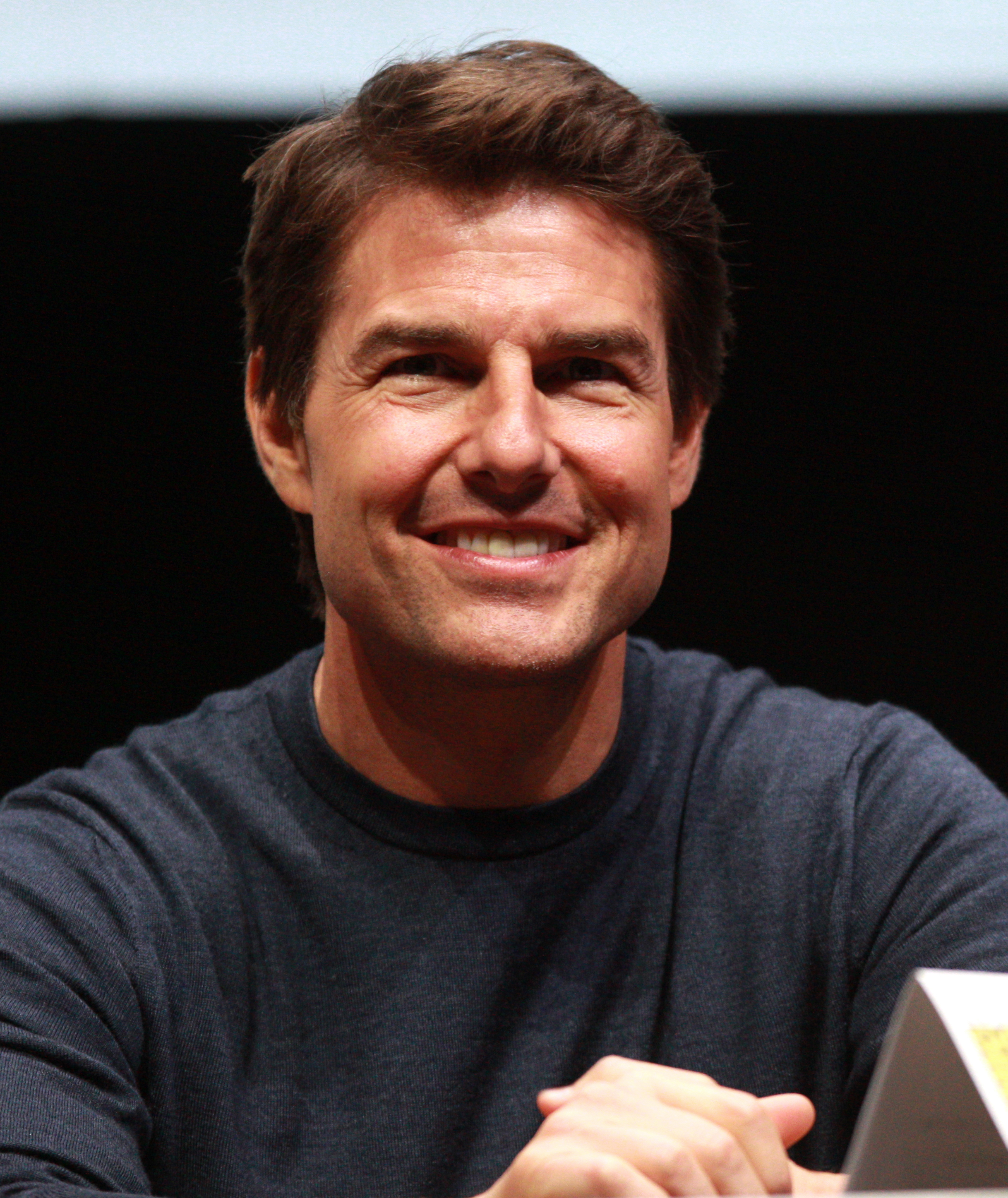
克魯斯於2013年在圣地亚哥国际漫画展

2011年5月6日，克魯斯因其熱心的慈善工作，被授與來自西蒙·維森塔爾中心和其「寬容博物館」的人道主義獎項。 2011年中，克魯斯開始拍攝《摇滚年代》，他在當中飾演一名配角斯塔西·賈克斯。此片於2012年上映，在票房和影評上皆表現不佳，但克魯斯在其中的演出和歌聲備受影評人的喜愛。《滾石雜誌》的影評人彼得·崔維斯寫道：「儘管有糟糕的劇本、平淡的主角和糟糕的假髮，《搖滾年代》還是挺有趣的，而這主要歸功於湯姆·克魯斯飾演的金屬搖滾歌手斯塔西·賈克斯。」
2012年，克魯斯在《侠探杰克》中飾演傑克·李奇，該片改編自英國小說家李·查德2005年的小說《一槍》。該片於2012年12月21日上映，收穫了不錯的評價和2.18億美元的票房。2013年，他與摩根·弗里曼和歐嘉·柯瑞蘭寇共同出演《遺落戰境》，該片改編自導演約瑟夫·柯金斯基的同名漫畫小說。此片在評價上褒貶不一，在票房上也表現平平。2014年，克魯斯主演科幻動作片《明日边缘》，此片獲得優秀的評價，以及3.7億美元的票房成績。
2015年，克魯斯在《不可能的任務：失控國度》中第五次飾演伊森·韓特，他同時也是該系列的製片人，克里斯托夫·迈考利也成為了該系列的新導演。此片得到了高度評價和票房成功，位列該年全球年度票房第八。克魯斯隨後於2017年在木乃伊系列電影重啟的《神鬼傳奇》中擔任主演，此片在票房和影評上皆遭遇了失利。同年，他在犯罪片《美國製造》中擔任主角，此片在影評上表現出色。

### 2018年至今
2018年，克魯斯在《不可能的任務：全面瓦解》中第六次飾演伊森·韓特。這部電影在評價上是系列新高，爛番茄評級高達97％，全球票房超過7.91億美元，是該年全球年度票房第八高的作品。是當時湯姆·克魯斯未經通貨膨脹調整下，票房最成功的電影。
2020年5月，據報導克魯斯將在外太空拍攝和製作一部科幻作品。導演道格·李曼將會是這部電影的導演和編劇，兩人都將乘坐公理航天未來計畫的天龍號太空船2號前往太空。
2022年，克魯斯在《捍衛戰士：獨行俠》中，再次飾演彼得·「獨行俠」·米契爾，他同時也是這部電影的製片人。此片於戛纳电影节首映時，克魯斯獲得了荣誉金棕榈奖。這部電影在上映後擁有高度的好評，絕大部分影評人認為此作優於原作。這部電影在上映後已經打破了數個票房紀錄，全球票房超過14.88億美元，是北美影史票房前五高的電影，也是克魯斯票房最高的電影。

## 製片事業
克魯斯與他的前經紀人寶拉·瓦格納於1993年創立克魯斯-華格納製片公司，此後這家公司在數個克魯斯的電影中擔任合拍公司，第一部電影為1996年的《職業特工隊》，此片同時也是克魯斯第一次擔任製片。

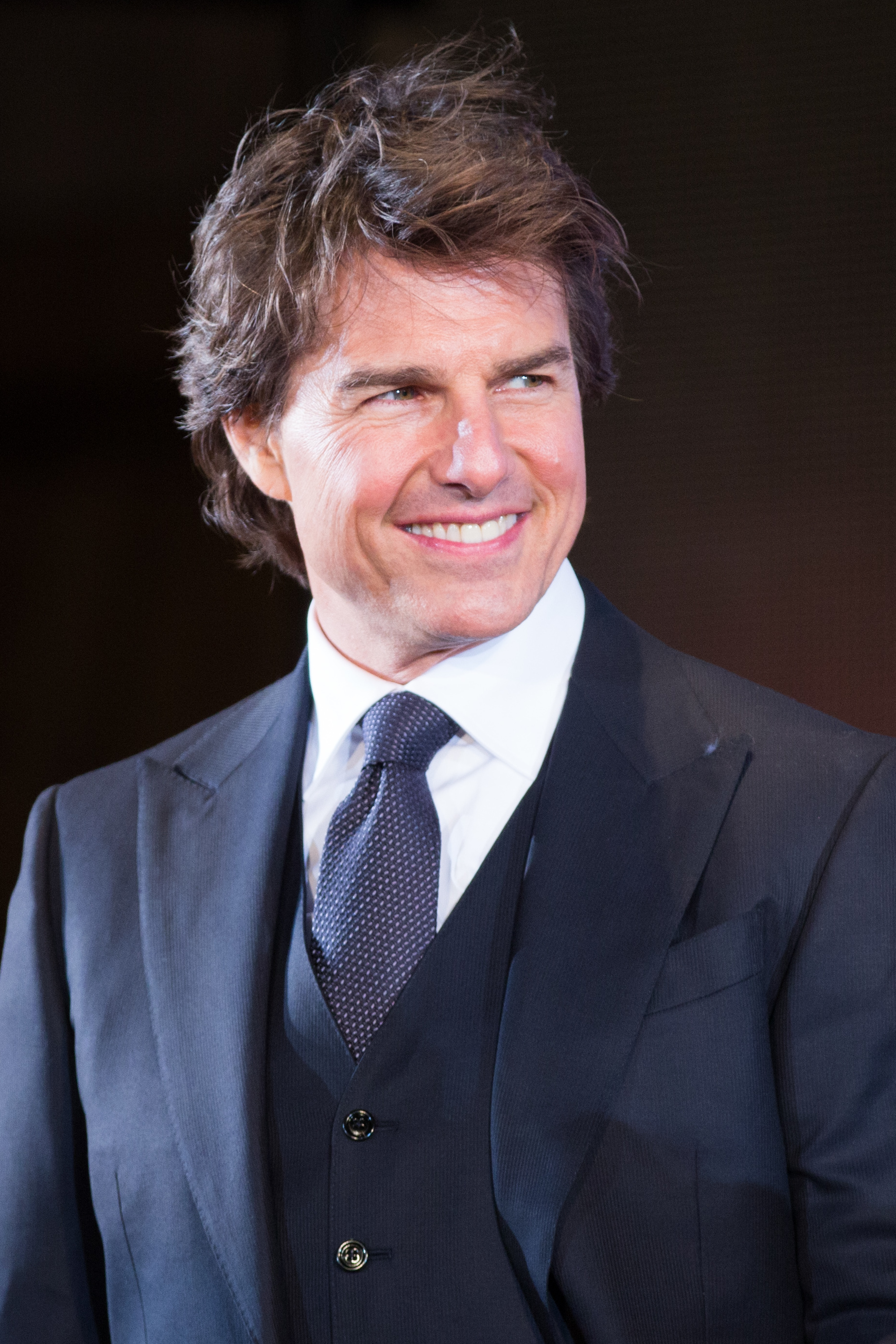
2016年的克魯斯

克魯斯以談判達成好萊塢數個最賺錢的電影交易而聞名，並於2005年被好萊塢經濟學家愛德華·艾普斯汀描述為「好萊塢最有權力和富有的力量之一」。艾普斯汀認為，克魯斯是少數能夠保證一個十億美元的電影系列成功的製片人（其餘人為乔治·卢卡斯、斯蒂芬·斯皮尔伯格和傑瑞·布洛克海默）。艾普斯汀同時認為，公眾對小報上的克魯斯八卦的興趣，掩蓋了克魯斯的非凡商業實力。
克魯斯在數部他出演的電影中擔任製片人，如《不可能的任務系列》、《香草天空》、《神隱任務》等電影。

### 與派拉蒙決裂
2006年8月22日，派拉蒙影業宣布終止與克魯斯十四年的夥伴關係。在《华尔街日报》上，維亞康姆集團（派拉蒙影業的母公司）董事長萨莫·雷石东宣稱克魯斯作為演員和製片人的公眾行為和觀點，對他的經濟利益造成損害。克魯斯-華格納製片回應說，在公司成功透過私人股权投资尋求替代融資後，派拉蒙的宣言只是在挽回面子罷了。
行業分析師如愛德華·艾普斯汀等人評論說，雙方決裂的原因很可能為，派拉蒙對克魯斯-華格納製片在《不可能的任務系列》DVD銷售的巨大分成而不滿。

### 管理聯藝電影公司
2006年11月，克魯斯和華格納宣布他們已經購買了聯藝電影公司。克魯斯將在聯藝電影公司的電影中擔任製片人和明星，華格納則將擔任該公司的執行長。
2007年，他們開始製作《行動代號：華爾奇麗雅》，該電影改編至1944年7月20日刺殺阿道夫·希特勒的行動。2007年3月21日，克魯斯簽約飾演克勞斯·馮·施陶芬貝格。這是湯姆·克魯斯收購聯藝電影公司後製作的第二部電影。
2008年8月, 華格納宣布辭去她在聯藝電影中的職位，但依然保留著該公司的股份。

## 個人生活

### 關係
在1980年代中期前，克魯斯曾經與瑪莉莎・吉伯特、瑞貝卡·德·莫妮、派蒂·史凱法、和雪兒交往過。
1987年5月9日，汤姆·克鲁斯與女演員咪咪·羅傑斯結婚，於1990年2月4日離婚。羅傑斯把山達基教（也稱科學教）介紹給了克魯斯。
克魯斯在拍攝電影《霹靂男兒》（1990年）時與他的第二任妻子妮可·基嫚認識，此時基嫚剛從澳洲影視圈進入好莱坞。他們於1990年12月24日結婚。克魯斯及潔曼共有1名養女及1名養子，分別是伊莎貝拉（Isabella）和康納（Connor）。2001年2月，克魯斯與基嫚在未知女方懷孕時離婚。2007年，潔曼澄清了在與克魯斯結婚時早期流產的傳言，在接受採訪時說：「這是錯誤的報導」，並解釋說她實際上有異位妊娠。
克魯斯接著與西班牙女演員佩内洛普·克魯兹交往，他們在《魂離情外天》（2001年）共同演出。這段關係在2004年結束，但雙方仍是好友。2012年10月出版的《名利場》中的一篇文章指出，有數個消息來源表示，在克魯斯單身後，山達基教會啟動了一個秘密計劃，替克魯斯尋找新女友。文章稱教會對女演員的一系列「面試」讓克魯斯與伊朗女演員娜贊寧·波妮亞蒂曾建立短暫的關係，但她其後便離開了山達基教。
山達基教會和克魯斯的律師發出強烈的措辭否認和威脅起訴，指責《名利場》的「劣質新聞」和「宗教偏見」。記者羅傑·弗里德曼後來報導，他曾收到來自導演和前山達基教信徒保羅·哈吉斯的電子郵件來證實這個故事。

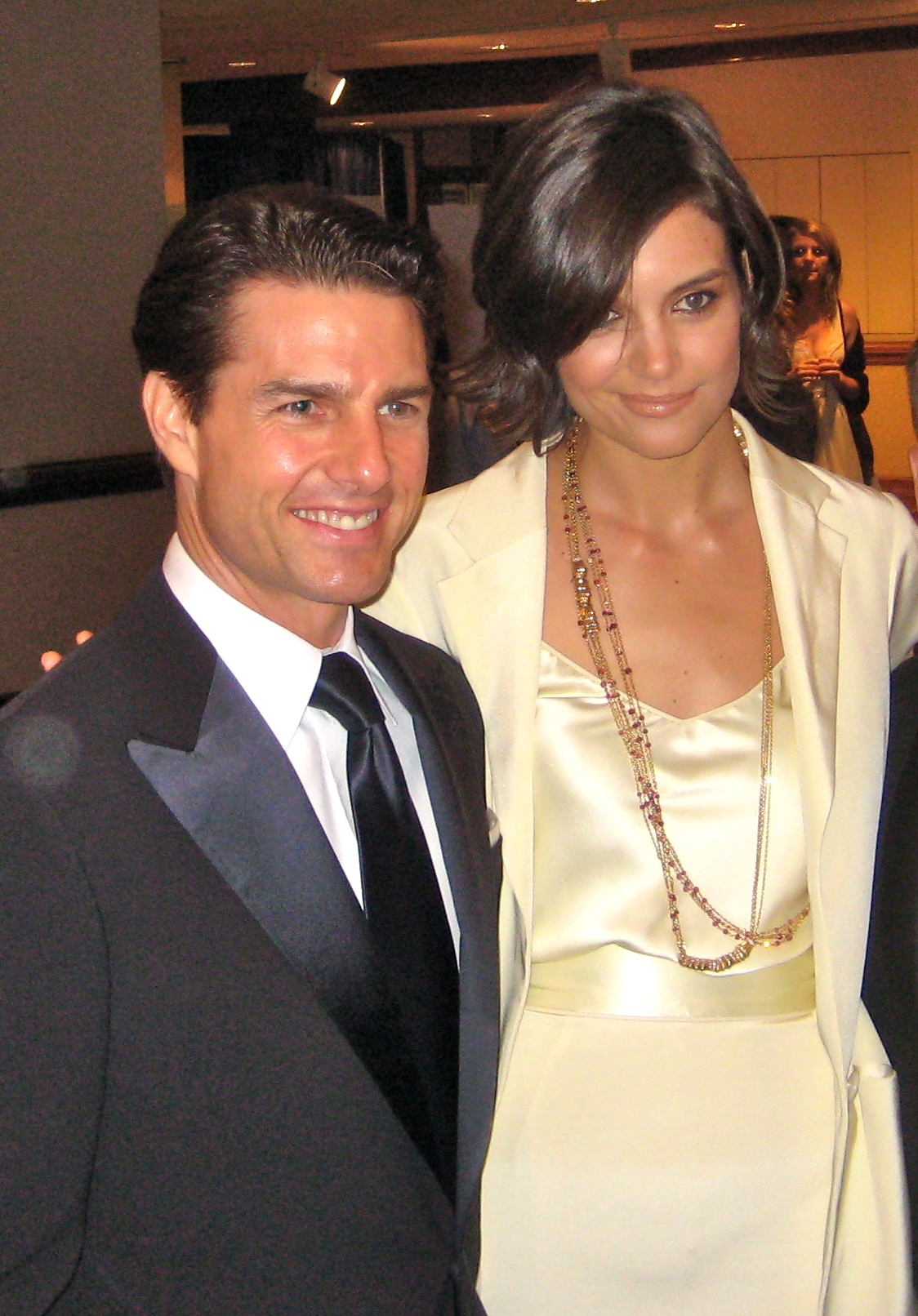
2009年5月湯姆·克魯斯與凱蒂·霍爾姆斯

2005年4月，克魯斯開始跟女演員，凱蒂·霍爾姆斯約會。他在电视节目歐普拉·溫芙蕾秀中，狂熱地表达对凱蒂的爱，甚至兩次跳上沙发，此脫序行為在當時引起了很大爭議。；同年6月17日，克魯斯宣佈霍爾姆斯接受了他在巴黎艾菲爾鐵塔的求婚；2006年11月18日，他們於意大利首都罗马附近的奥迪斯卡契城堡完婚。兩人亦被人稱為「TomKat」。克魯斯和凱蒂在2006年迎接了他們的女兒。2012年6月29日，兩人在結婚五年半后離婚。這也是湯姆的第三次離婚。
汤姆·克鲁斯在2013年11月5日告鲍尔传媒集团的法庭文档中正式阐述凯蒂否认离婚和山達基教有关。同时，在《人物》杂志的报道中，他对小报的诽谤进行辟谣，山達基教从来不是离婚的理由。

### 山達基教
克魯斯於1986年因其首任妻子咪咪·羅傑斯的關係成為山達基教徒（也稱科學教），並在十幾年後成為該教的重要人物，他也是教會領導人大衛·密斯凱維吉的好友。克魯斯在青年時期具有嚴重的阅读障碍，而他曾說明自己成功克服閱讀障礙主要歸功於教主L·羅恩·賀伯特的教學方法：學習技術。

#### 倡導
除了向人介紹各種山達基教的計畫外，克魯斯也致力讓山達基教這一充滿爭議的信仰在歐洲獲得宗教地位。在2005年，據巴黎市議會所說，湯姆·克魯斯曾向法國巴黎議員尼古拉·萨科齐及让-克洛德·戈丹進行遊說，但他們認為山達基教是一個令人不安的教派，拒絕接受他的說詞。
克魯斯與其他教徒成立了紐約救援人員解毒計畫，籌集捐款給該計劃所屬的市中心區醫療組織，以協助九一一襲擊事件的救援人員進行山達基式的排毒治療，此舉動引發了消防員對該計劃的批評，認為其真正目的是趁機吸引人參加山達基。
對於此類活動，山達基教主席大衛·密斯凱維吉於2004年頒贈山達基教的勳章給湯姆·克魯斯，以讚揚他對教會的貢獻。

#### 爭議

##### 精神病學批評
2004年1月，克魯斯做了一個有爭議的聲明「我認為精神病學應該被定為不合法」。更進一步的爭議是在2005年，當時克魯斯公開地批評波姬·小絲使用抗抑鬱藥叫帕羅西汀來治療產後抑鬱症，他宣稱從來沒有所謂的化學失衡（由精神病引起的一種假說），而精神病學只是一門偽科學，因為眾所周知山達基教一向反對精神病學及精神科藥物。其後波姬回應克魯斯「應該只顧去從外星人的手中拯救整個世界，然後就讓一些正在經歷產後抑鬱症的女人決定哪一個的治療方法適合她們自己」。這引起了克魯斯與馬特勞爾在2005年6月24日全國廣播公司（NBC）的今日秀之中進行激烈爭論。
醫療當局認為克魯斯的言論加劇了大眾對精神病學的污名化。柳葉刀雜誌對此表示：「他很可能是對的，精神藥物被過量使用，且有時被誤用，生活方式的改變和對憂鬱的鍛鍊是有用的。但作為名人他的發言是錯誤的，這會增加心理疾病患者的負擔，他們常常會害怕尋找或繼續治療，因為他們對病情帶有恥辱感。」小絲宣稱克魯斯的言論是對「各地母親」的傷害。2006年8月，克魯斯對他的言論向小絲道歉。
山達基教以反對精神醫學和精神药物用於治療著稱。據報導，克魯斯的反精神醫學行動導致與他一同拍攝《世界大戰》的導演斯蒂芬·斯皮尔伯格與他的裂痕。但最終被斯皮爾伯格斥為假新聞。

##### YouTube影片刪除
2008年1月15日，一段由山達基教采訪湯·克魯斯的影片被上載至YouTube，片中主要提及克魯斯討論山達基教對他自己的重要性。山達基教會聲稱這影片是「被盜竊及剪輯過」，剪掉了其餘包括多名山達基教成員在内的三小時片段。YouTube曾經在被起訴的威脅下移除該影片。
其後引起了黑客組織匿名者的不滿，而成立了一個反山達基的活動「Chanology計畫」，目的是驅除所有山達基教在網絡上的運作。後來該訪問影片被發現並沒有違反版權法，實際上是屬於合理使用。而影片在YouTube上已被恢復，至今仍然可以觀看。

##### 山達基教對克魯斯的影響
2004年3月，擔任他的公關長達14年的帕特·金絲利（Pat Kingsley）辭職。他隨後任命他的姊姊李·安妮·德維特作為新任公關，她也是一名山達基教徒，她擔任職位至2005年11月。新任公關長為羅傑斯考恩公司的保羅·布洛赫（Paul Bloch）。這種調整被視為湯姆·克魯斯減少與山達基教的宣傳，和他與凱蒂·霍姆斯關係的爭議的措施。

## 文藝表演
在2024年夏季奥林匹克运动会閉幕禮，作为下一届奥运会预告的表演嘉宾。

## 評價與獎項

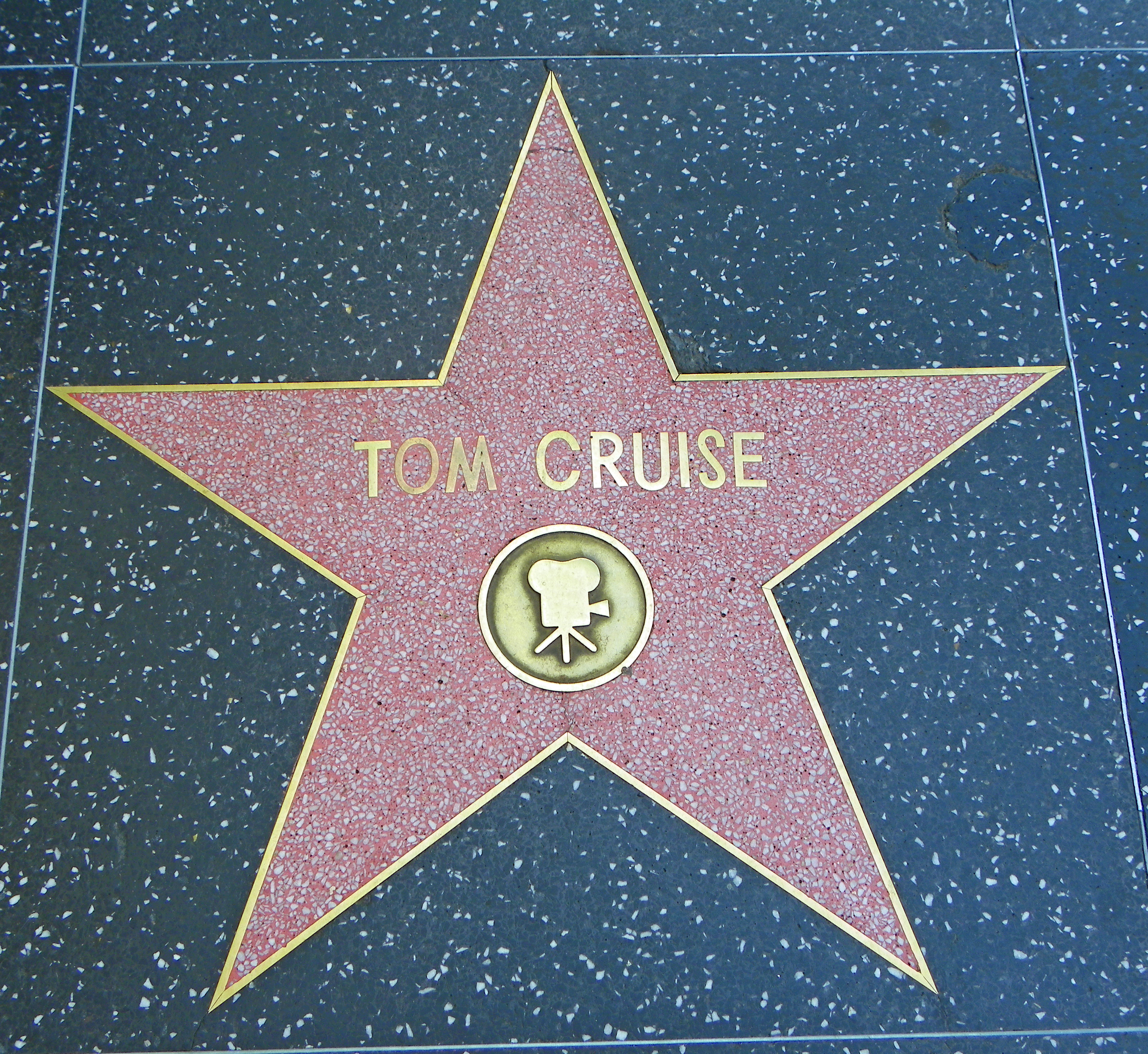
在好萊塢星光大道上的克魯斯之星

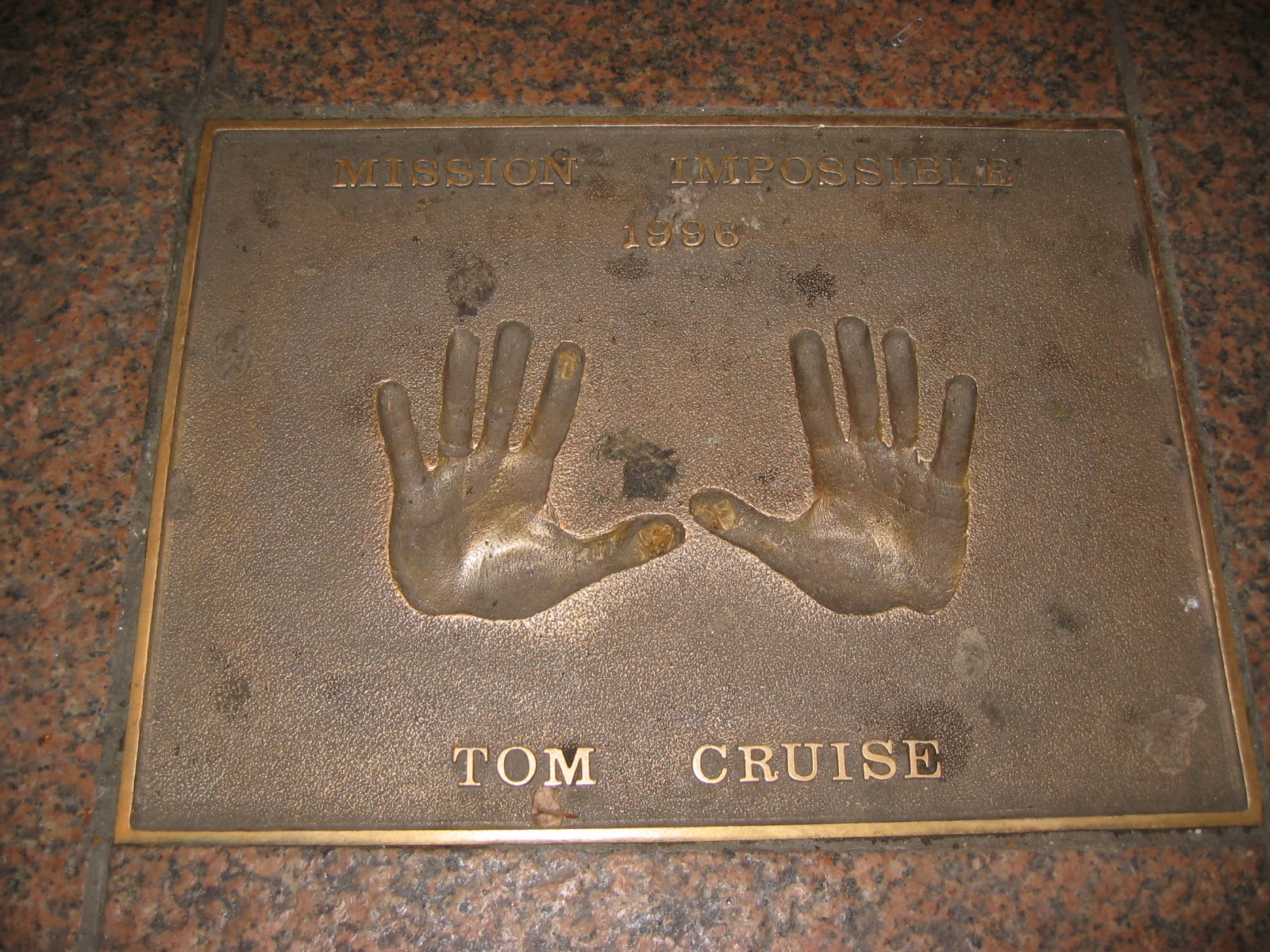
在倫敦萊斯特廣場上的克魯斯手印

2005年，首映雜誌將克魯斯評為歷史第三偉大的電影演員。隔年，該雜誌將他排為好萊塢最有權勢的演員，而在整個好萊塢權勢榜，克魯斯也位列第十三，為所有演員中最高。同年福布斯也將其列為世界上最有權勢的名人。影院评分的創立者於2016年稱克魯斯與莱昂纳多·迪卡普里奥：「兩位巨星，無論影片的好壞，都有能力創造高票房」。
2006年10月10日，日本將該天設為「湯姆克魯斯日」，日本陣亡將士紀念日協會表示，該節日的設立是：「因為他對日本的熱愛和日本的親切聯繫」。克魯斯也是日本票房總和最高的好萊塢演員。
|                 | 无论人们如何看待汤姆·克鲁斯，他的存在总让录制现场的气氛热烈非常。这很异乎寻常，因为这并非出于他很有名，来我节目的名人很多，但汤姆是极为少数的一位不仅只在台前熠熠生辉的人。每个在幕后见到他的人都有相同的感受，他与每个人握手，他记得每个人的名字，无论他们的职位高低。在他身上，谦卑与王者风范并存。有人可能会说这都是演技，如果真是如此，这是我所见过最出神入化的表演。 |
| ——格拉漢姆·諾頓 | |

马丁·斯科塞斯評價克魯斯：「湯姆極度富有個人魅力......他的演技令人激動......另一個讓他不同於其他演員的特質是，他一直擁有的大膽無畏」。
《軍官與魔鬼》導演羅伯·雷納：「他從骨子裡都透露出了專業，他擁有令人難以置信的天賦......」。
杰瑞米·雷纳：「我認為他是藝術家......他每天大概睡兩個小時，他要做許多事......他為人非常慷慨大方」。
格拉漢姆·諾頓：「通常當有明星來訪時，你會對看到他們感到興奮，但一旦他們坐下來......他們就回歸人類，變回如我們一般的普通人。極少人能像湯姆·克魯斯那樣保持明星風範」。「雖然克魯斯有許多壞消息，但當你遇到與他工作過的人時，沒有人......我從未聽說過有任何人說他的壞話」。
在回顧《霹靂男兒》時，影評人罗杰·埃伯特指出克魯斯80年代電影的相似之處，並將此公式稱為克魯斯電影。埃伯特列出九個湯姆·克魯斯電影中所會具備的元素：克魯斯、導師、女上司、他必須熟練的事物、發生的舞台、他必須學習的知識或奧秘、足跡或旅程、起初的敵人、最終的敵人。克魯斯80年代後的電影，如《軍官與魔鬼》和《最後武士》，也有這些公式。